# مونكيور دي. كونواي
مونكيور دانييل كونواي (بالإنجليزية: Moncure Daniel Conway)‏ (17 مارس 1832 – 15 نوفمبر 1907) كان قسيسًا أمريكيًا إبطاليًا. انخرط في الميثودية والتوحيدية والفكر الحر خلال مراحل مختلفة من حياته. انحدر الكاتب الراديكالي كونواي من عائلة وطنية أرستقراطية في فرجينيا وماريلاند، لكنّه قضى معظم وقته خلال عقود حياته الأربعة الأخيرة خارج البلاد في إنجلترا وفرنسا، حيث كتب سيرة حياة كل من إدموند راندولف، وناثانيال هاورثون، وتوماس بين، بالإضافة إلى سيرته الذاتية. قاد كونواي دعاة الفكر الحر في كنيسة ساوث بلايس في لندن، التي أصبحت الآن قاعة كونواي.

## مسيرته المهنية
درس كونواي القانون لمدّة عام في بلدة وارينتون بولاية فرجينيا، مدفوعًا إلى حد ما بالأزمة الأخلاقية التي مرّ بها نتيجةً لرؤيته إعدام رجل أسود دون محاكمة، وذلك بعد أن أمرت محكمة الاستئناف بإعادة محاكمته. أصبح كونواي لاحقًا قسيسًا ميثوديًا مبشرًا متجوّلًا. نشر كونواي أول كتيّب له في عام 1850 تحت عنوان «المدارس المجانية في فرجينيا: نداء من أجل التعليم والفضيلة والادّخار، مقابل الجهل والرذيلة والفقر»، إلا أنه فشل في إقناع السياسيين المحليين باتّباع توصياته، ولا سيما بسبب تدخّل الجماعة الموالية للعبودية التي رأت في هذا التعليم الشامل امتثالًا للأعراف الشمالية. زار كونواي في جولة روكفيل ولايته الأم وواشنطن العاصمة مرورًا بروكفيل، ماريلاند، حيث تعرّف على العضو في جمعية الأصدقاء الدينية روجر بروك، الذي كان أول أصدقائه الإبطاليين العلنيين رغم العلاقة العائلية التي تربطه بالقانوني روجر بروك تاني. في عام 1853، أُرسل كونواي مجددًا للقيام بجولة في أنحاء مدينة فريدريك، ماريلاند، وذلك قبل وفاة أخيه الأكبر العزيز بيتون ومساعدته بيكي بسبب حمى التيفوئيد، الأمر الذي دفعه إلى ترك الكنيسة الميثودية والالتحاق بمدرسة اللاهوت في جامعة هارفارد بهدف مواصلة رحلته الروحية. التقى كونواي رالف والدو إمرسون وسقط تحت تأثير الفلسفة المتعالية قبل تخرّجه في عام 1854، إذ صرّح أيضًا في تلك الفترة بمناصرته للإبطالية بعد مجموعة من النقاشات مع ثيودور باركر، ووليم لويد غاريسون، وإليزابيث كادي ستانتون، ووينديل فيليبس.

### في أمريكا
تخرّج كونواي في جامعة هارفارد وقبل دعوةً من الكنيسة التوحيدية الأولى في واشنطن العاصمة، لكنّهم طلبوا منه البحث عن منصب آخر بعد تعبيره عن أفكاره الإبطالية. علاوةً على ذلك، انتشرت بعض الإشاعات التي ربطت اسمه بمحاولة إنقاذ العبد الهارب أنتوني بيرنز في بوسطن، ماساشوستس (الذي تعرّف كونواي على سيّده في ستافورد، فرجينيا، قبل أن ينتقل إلى الإسكندرية ويبيع عبده هناك لرجل إبطالي أطلق سراحه) فخلقت عداوةً عنيفةً بينه وبين جيرانه وأصدقائه وأفراد عائلته القدامى بعد عودته إلى موطنه فرجينيا. هرب كونواي وسط إذلاله العلني المتمثّل بتعذيبه بواسطة القطران والريش في عام 1854.
على الرغم من ذلك، دُعي كونواي إلى إلقاء خطبة أمام جماعة توحيدية في سينسيناتي، أوهايو في تلك الفترة. شغل كونواي منصب قسيس لتلك الجماعة الإبطالية منذ أواخر عام 1855 وحتى اندلاع الحرب الأهلية في عام 1861. أعلن كونواي أمام الجماعة أنه لم يعد مؤمنًا بالمعجزات أو قدسية المسيح في عام 1859، فغادر ثلث الجماعة ولم يتبقَّ منها سوى «الكنيسة الحرة». شغل كونواي منصبًا تحريريًا قصير المدى في النشرة الدورية ذا دايل بين عامي 1860 و1861، حيث ربط بين رؤياه الروحية الجديدة وخلفيته في الفلسفة المتعالية. تعرّف كونواي على الكثير من اليهود والكاثوليك في سينسيناتي، إذ دعا إلى عدم التمييز القائم على الدين ضدهم. وعلى الرغم من ذلك، لم يشاركه جميع أصدقائه الإبطاليين أراءه المسالمة، ولا سيما بعد إدانته لغارة جون براون على هاربرز فيري (رغم إعرابه عن خيبة أمله من استجابة فرجينيا العدائية).

### الحرب الأهلية
أصبح كونواي رئيس تحرير مجلة كومونولث الأسبوعية المناهضة للعبودية في بوسطن. نشر كونواي بطريقة شبه مجهولة كتاب الحجارة المرفوضة؛ أو التمرّد مقابل الانبعاث في أمريكا في عام 1861، إذ عرّف من خلاله عن نفسه باعتباره «مواطنًا فرجينيًا» وحسب. أُصدرت ثلاث طبعات للكتاب قبل تسليمه إلى جنود الاتحاد بعد بدء الحرب الأهلية الأمريكية. دعا كونواي إلى الإبطالية في العام التالي، وذلك في سلسلة من المحاضرات التي موّلتها مؤسسة سميثسونيان في واشنطن العاصمة. ساعدته هذه المحاضرات في ترتيب اجتماع مع القسيس التوحيدي وليام هنري تشانينغ والرئيس أبراهام لينكون لمناقشة حجته المتمثّلة باحتمالية إضعاف الكونفدرالية في حال إعلان الإبطالية. استطاع كونواي تحديد موقع العشرات من عبيد والده الذي فرّوا من فرجينيا إلى جورج تاون في واشنطن، إذ سلّمهم تذاكر قطار آمنة وجوازات للمرور الآمن ثم رافقهم في رحلة خطيرة عبر ماريلاند إلى بر الأمان في يلو سبرينغز، أوهايو، حيث اعتقد أنهم في مأمن بسبب ثقافة القبول التي تتسم بها هذه المدينة.
عاد كونواي إلى مسقط رأسه في فالموث في عام 1862 خلال احتلال الاتحاد وقبيل حدوث معركة فريدريكسبيرج المدمّرة، إذ علم باستثناء منزل عائلته من حملة التدمير بسبب ارتباطه به، وذلك على الرغم من أنهم استولوا عليه وحوّلوه إلى مشفى للجنود المصابين (حيث عمل والت ويتمان ممرضًا). نشر كونواي في ذلك العام مناشدة قوية أخرى من أجل تحرير العبيد حملت عنوان الساعة الذهبية (1862). كشف كل من كونواي وزملائه المنادين بالإبطالية مثل جوليا وارد هاو، وأموس برنسون ألكوت، وأوليفر وندل هولمز الأب، وجورج لوثر ستيرنز، ووينديل فيليبس، عن تمثال رخامي لجون براون في منزل ستيرنز، وذلك في يوم رأس السنة الجديدة لعام 1863 (أُطلق عليه أيضًا اسم يوم تحرير العبيد، لأنه اليوم الذي أصدر فيه الرئيس لينكون إعلان تحرير العبيد الذي وصل خبر إعلانه إلى بوسطن بوساطة التلغراف).
قضى كونواي الكثير من وقته بعيدًا عن كنيسته مشغولًا بقضية الإبطالية، ما أسفر عن تركه قسيسية هذه الجماعة في عام 1862 بعد تصاعد استيائه من اللاهوتية والطقوسية والهوية المحافظة الاجتماعية للتوحيدية السائدة. أبقى كونواي على علاقة غير مستقرة ومتقلّبة مع التوحيدية في أمريكا وإنجلترا، حتى انفصاله عنها تمامًا برفقة إيلين.

### لندن
ذهب كونواي إلى لندن بدعوة من أصدقائه الأمريكيين الإبطاليين في شهر أبريل من عام 1863، وذلك بهدف إقناع المملكة المتحدة بأن الحرب الأهلية الأمريكية هي حرب إبطالية في المقام الأول وغير هادفة إلى دعم الكونفدرالية. تمكّن كونواي من الاتصال بممثل الولايات الكونفدرالية الأمريكية في بريطانيا جيمس موراي ميسون بعد تلقّيه دعمًا إنجليزيًا في النهاية، إذ عرض عليه «نيابةً عن طليعة رجال أمريكا المناهضين للعبودية» سحب دعم محاكمة المسؤولين عن الحرب مقابل تحرير جميع العبيد. رفض ميسون هذا الاقتراح علنيًا، ما أسفر عن إحراج رعاة كونواي الذين سحبوا دعمهم بسرعة بعد غضبهم. علاوةً على ذلك، تعيّن على كونواي الاعتذار إلى وزير الخارجية الأمريكي ويليام سيوارد، الذي كان من الممكن أن يتسبب بسحب جواز سفره بتهمة محاولة التحدث باسم الحكومة الأمريكية بصفته مواطنًا عاديًا.

## وصلات خارجية
- مونكيور دي. كونواي على موقع الموسوعة البريطانية (الإنجليزية)

- مؤلفات مونكيور دي. كونواي في مشروع غوتنبرغ
- أعمال أو نبذة عن مونكيور دي. كونواي على أرشيف الإنترنت
- أعمال مونكيور دي. كونواي في ليبري فوكس